# Rileya collaris
Rileya collaris är en stekelart som först beskrevs av Howard 1897.  Rileya collaris ingår i släktet Rileya och familjen kragglanssteklar. Inga underarter finns listade i Catalogue of Life.